# شامپو نوزادان

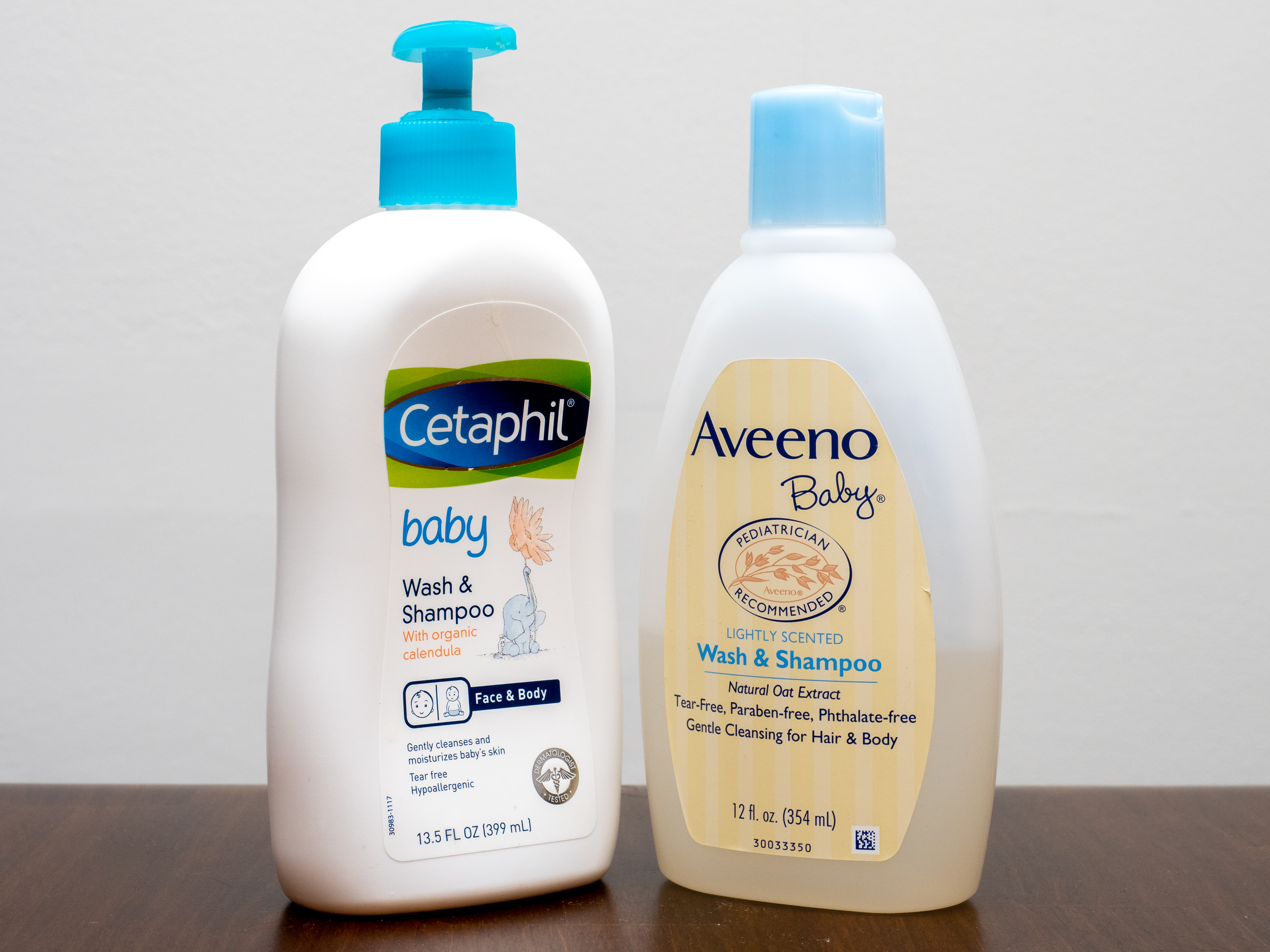
دو نمونه از شامپوهای مخصوص نوزادان

شامپو نوزادان (انگلیسی: Baby Shampoo) نوعی شوینده ملایم است که برای شست‌وشوی مو و پوست سر نوزادان و کودکان خردسال طراحی شده‌است. به دلیل حساسیت بالای پوست نوزاد، این محصولات باید دارای فرمولاسیون خاص، عاری از مواد آسیب‌زننده و سازگار با سیستم ایمنی نابالغ نوزاد باشند.

## ضرورت استفاده از شامپوی تخصصی
در نوزادان، سد پوستی هنوز به‌طور کامل تکامل نیافته و لایه‌های محافظ آن بسیار نازک‌تر از بزرگسالان است. استفاده از شوینده صابونی یا شامپوهای بزرگسال که دارای سولفات‌ها، پارابن، فتالات، فرمالدئید یا عطرهای مصنوعی هستند، می‌تواند موجب خشکی پوست، التهاب، خارش یا حتی تشدید بیماری‌هایی نظیر اگزما و درماتیت آتوپیک شود.

## ترکیبات استاندارد و غیرمجاز

### ترکیبات مناسب شامپوی کودک
- شوینده‌های آمفوتریک ملایم (مانند کوکامیدوپروپیل بتائین)
- گلیسیرین، پانتنول و آلوئه‌ورا
- فاقد سولفات، الکل آزاد، لانولین، عطر صنعتی

### ترکیبات مشکوک و مضر رایج در محصولات نامناسب
- سدیم لوریل سولفات (SLS)
- فتالات
- پارابن
- ۱و۴-دی‌اکسان
- نیتروزآمین‌ها
- فرمالدئید آزاد و رنگ‌های مصنوعی

## تأثیر انتخاب نادرست شامپو
مطالعات نشان داده‌اند که استفاده طولانی‌مدت از شامپوهای غیرمتخصصی در سال‌های نخست زندگی ممکن است با اختلال در رشد سیستم ایمنی و پوست حساس نوزاد در ارتباط باشد. همچنین در نوزادانی با سابقه اگزما، آلرژی پوستی یا زمینه ژنتیکی خشکی پوست، استفاده از محصولات نامناسب می‌تواند موجب تشدید علائم شود.

## توصیه‌ها برای والدین
والدین در انتخاب شامپو کودک باید به موارد زیر توجه کنند:
- بررسی دقیق برچسب ترکیبات (INCI)
- انتخاب محصولی با pH پوست نوزاد (۵.۵)
- پرهیز از اصطلاحات گمراه‌کننده مانند «طبیعی» بدون گواهی
- تایید شده توسط پزشک اطفال یا متخصص پوست کودک

## شامپوی نوزاد برای بزرگسالان؟
در بزرگسالانی با پوست بسیار حساس، اگزما، شیمی‌درمانی یا بیماری پروانه‌ای (EB)، توصیه می‌شود به‌جای شامپوهای قوی رایج از شامپوهای تخصصی کودک استفاده شود. این دسته از محصولات به دلیل نداشتن مواد محرک، می‌توانند ایمنی بیشتری فراهم کنند.

## پیوندهای مفید
- پوست نوزاد
- اگزما در کودکان
- درماتیت آتوپیک
- شوینده غیرصابونی
- پارابن
- فتالات
- سولفات
- ۱و۴-دی‌اکسان
- نیتروزآمین
- pH پوست
- پزشک اطفال
- سیستم ایمنی کودک
- درماتیت پوشک